# Golf Nippon Series JT Cup
De Golf Nippon Series JT Cup is een speciaal, jaarlijks toernooi van de Japan Golf Tour.
Deelnemers zijn alleen de top-25 van de Order of Merit en alle toernooiwinnaars van het afgelopen seizoen. Het toernooi wordt tegenwoordig aan het einde van het jaar gespeeld.
De eerste editie was in 1963, tien jaar voordat de Japanse Tour werd opgericht. 

## Winnaars
| Nippon Series - 1963: Asao Ishii - 1964: Ching-Po Chen - 1965: Teruo Sugihara - 1966: Vervangen door de Canada Cup - 1967: Takaaki Kono - 1968: Takaaki Kono - 1969: Hideyo Sugimoto - 1970: Teruo Sugihara - 1971: Masashi Ozaki - 1972: Masashi Ozaki - 1973: Teruo Sugihara - 1974: Masashi Ozaki - 1975: Takashi Murakami - 1976: Shinsaku Maeda - 1977: Masashi Ozaki - 1978: Isao Aoki - 1979: Isao Aoki - 1980: Masashi Ozaki | - 1981: Yutaka Hagawa - 1982: Tsuneyuki Nakajima - 1983: Isao Aoki - 1984: Toru Nakamura - 1985: Tateo Ozaki - 1986: Toru Nakamura - 1987: Isao Aoki en David Ishii (tie) - 1988: Naomichi Ozaki - 1989: Akiyoshi Ohmachi - 1990: Naomichi Ozaki - 1991: Naomichi Ozaki - 1992: Tze-Ming Chen - 1993: Tsuneyuki Nakajima - 1994: Hisayuki Sasaki Golf Nippon Series Hitachi Cup - 1995: Masashi Ozaki - 1996: Masashi Ozaki - 1997: Shigeki Maruyama | Golf Nippon Series JT Cup - 1998: Katsumasa Miyamoto - 1999: Kazuhiko Hosokawa - 2000: Shingo Katayama - 2001: Katsumasa Miyamoto - 2002: Shingo Katayama - 2003: Tetsuji Hiratsuka - 2004: Paul Sheehan - 2005: Yasuharu Imano - 2006: Jeev Milkha Singh - 2007: Brendan Jones - 2008: Jeev Milkha Singh - 2009: Shigeki Maruyama - 2010: Hiroyuki Fujita - 2011: Hiroyuki Fujita - 2012: Hiroyuki Fujita |